# اوباتوکلاکس
اوباتوکلاکس (به انگلیسی: Obatoclax) یک ترکیب شیمیایی با شناسه پاب‌کم ۱۱۴۰۴۳۳۷ است. 